# Nuevo Celilac (kommun)
Nuevo Celilac är en kommun i Honduras.   Den ligger i departementet Departamento de Santa Bárbara, i den västra delen av landet, 160 km nordväst om huvudstaden Tegucigalpa. Antalet invånare är 6 475.